# کانن وی‌تی
کانن وی‌تی (به انگلیسی: Canon VT) یک دوربین عکاسی ۳۵ میلی‌متری ساخت شرکت کانن است.